# Liste der Monuments historiques in Senven-Léhart
Die Liste der Monuments historiques in Senven-Léhart führt die Monuments historiques in der französischen Gemeinde Senven-Léhart auf.

## Liste der Bauwerke
| Bezeichnung | Beschreibung    | Standort | Kennzeichnung | Schutzstatus | Datum | Bild           |
| ----------- | --------------- | -------- | ------------- | ------------ | ----- | -------------- |
| Calvaire    | 17. Jahrhundert | (Lage)   | PA00089662    | Classé       | 1964  | weitere Bilder |